# ながでんグループ
ながでんグループは、長野電鉄を中核企業とし、長野県北信地方を中心に事業展開を行う日本の企業グループである。

## 沿革
- 1920年（大正9年）5月30日 - 河東鉄道株式会社設立
- 1923年（大正12年）11月25日 - 長野電気鉄道株式会社設立
- 1926年（大正15年）9月30日 - 河東鉄道(株)が長野電気鉄道(株)を合併し、長野電鉄株式会社となる
- 1927年（昭和2年）7月3日 - 長野温泉自動車株式会社設立 → 1941年（昭和16年）2月11日、長野電鉄（株）に営業権譲渡
- 1949年（昭和24年）8月5日 - 北信米油株式会社設立
- 1950年（昭和25年）8月21日 - 野沢温泉観光株式会社設立 → 1957年（昭和32年）2月15日、長野電鉄（株）と合併し消滅
- 1953年（昭和28年）12月23日 - 長電観光株式会社設立 → 2006年（平成18年）3月、長野電鉄（株）と合併し消滅
- 1957年（昭和32年）9月19日 - 北信観光タクシー株式会社設立 → 2011年（平成23年）10月1日、長電タクシー（株）と合併し消滅
- 1958年（昭和33年）10月1日 - 長電興業株式会社設立 → 1992年（平成4年）10月、長電建設株式会社に商号変更
- 1959年（昭和34年）7月1日 - 北信米油（株）の子会社として、北信建材株式会社設立 → 1979年（昭和54年）8月31日、北信米油（株）と合併し消滅
- 1960年（昭和35年）2月1日 - 長野菱和自動車株式会社設立 → 1966年（昭和41年）10月1日、長野三菱自動車販売株式会社に商号変更
- 1961年（昭和36年）9月4日 - 北信米油（株）の子会社として、北信石油ガス株式会社設立 → 2013年（平成25年）4月1日、北信米油（株）と合併し消滅
- 1964年（昭和39年）6月3日 - 株式会社地獄谷野猿公苑設立
- 1966年（昭和41年）10月17日 - 株式会社長電スキーセンター設立 → 2008年（平成20年）、グループ離脱
- 1967年（昭和42年）10月2日 - 高水タクシー株式会社設立 → 2011年（平成23年）10月1日、長電タクシー（株）と合併し消滅
- 1971年（昭和46年）8月8日 - 長電産業株式会社設立 → 2006年（平成18年）3月、長野電鉄（株）と合併し消滅
- 1973年（昭和48年）2月 - 長野三菱自動車販売（株）が、長野三菱コルト自動車販売株式会社を合併
- 1976年（昭和51年）12月1日 - 飯山長電ハイヤー株式会社設立 → 1998年（平成10年）8月31日、グループを離脱し飯山観光ハイヤー株式会社に商号変更 → 2016年（平成28年）再度グループ傘下となる → 2020年（令和2年）7月1日、長電バス（株）と合併し消滅
- 1977年（昭和52年）12月23日 - 長電タクシー株式会社設立 → 2023年（令和5年）6月1日 - つばめ長電タクシー株式会社に商号変更（後述）
- 1981年（昭和56年）4月13日 - 株式会社長電スイミングスクール設立 → 2017年（平成29年）7月1日、（株）ながでんハートネット倶楽部（同日、(株)ながでんウェルネスに商号変更）と合併し消滅
- 1986年（昭和61年）10月21日 - 信濃交通株式会社設立 → 2006年（平成18年）4月、長電バス（株）と合併し消滅
- 1988年（昭和63年）4月30日 - 株式会社上林ホテル仙壽閣設立 → 2005年（平成17年）2月1日、長野電鉄（株）と合併し消滅
- 1992年（平成4年）6月16日 - 信州バス株式会社設立 → 2006年（平成18年）4月、長電バス（株）と合併し消滅
- 1994年（平成6年）9月1日 - 株式会社長電整備設立 → 2006年（平成18年）4月、長電バス（株）と合併し消滅
- 1995年（平成7年）4月5日 - 株式会社小布施ハイウェイオアシス設立
- 1995年（平成7年）5月29日 - 長電バス株式会社設立
- 1997年（平成9年）7月16日 - 長電テクニカルサービス株式会社設立
- 2002年（平成14年）6月 - 長野三菱自動車販売(株)が、北信三菱自動車販売株式会社を子会社化 → 2007年（平成19年）10月1日、長野三菱自動車販売（株）と合併し消滅
- 2004年（平成16年）1月15日 - 株式会社ながでんハートネット倶楽部設立 → 2017年（平成29年）7月1日、株式会社ながでんウェルネスに商号変更
- 2004年（平成16年）9月 - 株式会社長電パークリゾート設立 → （株）長電ホテルズの設立に伴い、2017年（平成29年）10月10日、解散
- 2008年（平成20年）3月 - 株式会社丸池観光ホテル設立 → 2010年（平成22年）8月5日、解散
- 2009年（平成21年）3月 - 北信米油（株）の賃貸部門を長野電鉄（株）に分割吸収
- 2013年（平成25年）4月1日 - 株式会社エアフォルク（松本市）を長野電鉄（株）の連結子会社とする
- 2017年（平成29年）7月3日 - 株式会社長電ホテルズ設立
- 2022年（令和4年）10月1日 - 長電タクシー（株）の湯田中営業所および岳北ハイヤー有限会社（ながでんグループ外）のタクシー事業を長電バス（株）に吸収分割し、長電ハイヤーと称する
- 2023年（令和5年）6月1日 - 長電タクシー（株）がつばめタクシー株式会社（ながでんグループ外）のタクシー事業を吸収分割し、つばめ長電タクシー株式会社に商号変更

## グループ企業

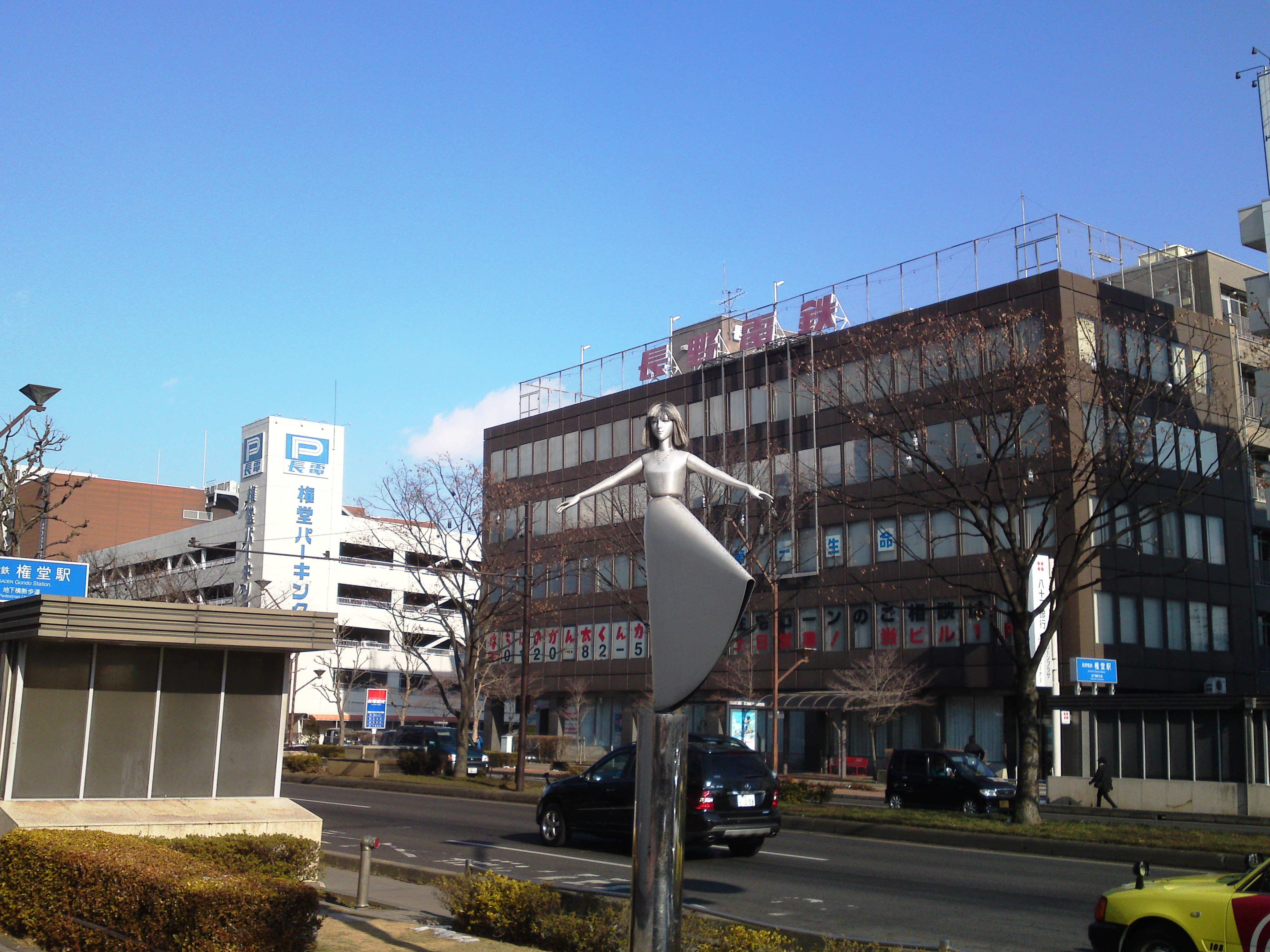
グループの中枢であった長野電鉄旧本社ビル

2022年（令和4年）10月1日現在、長野電鉄株式会社のほか11社から構成される。すべて長野電鉄株式会社の連結子会社である。
なお、以下の分類は長野電鉄株式会社の決算書等におけるセグメントに基づく。

### モビリティ
- 長野電鉄株式会社
  - 鉄道事業部
- 長電バス株式会社
- つばめ長電タクシー株式会社
- 長電テクニカルサービス株式会社（NAGATEC） - 鉄道施設・鉄道車両の保守・改良

### Life
- 長野電鉄株式会社
  - 広告部 - 交通広告・情報誌発行・広告代理店（旧 長電観光株式会社）
  - 保険部 - アフラック・東京海上日動火災保険・東京海上日動あんしん生命・あいおいニッセイ同和損害保険代理店（旧 長電観光株式会社）
  - 関連事業部 - 駅売店などを経営（旧 長電産業株式会社）
- 長野三菱自動車販売株式会社 - 三菱自動車ディーラー
- 北信米油株式会社 - ENEOS（旧エッソ）ブランドでガソリンスタンドを経営するほか、LPGの販売などを行う
- 株式会社ながでんウェルネス - デイサービスセンター「ながでんハートネット」、スイミングスクール・フィットネスクラブ「エフバイエー」を経営

### まちづくり
- 長野電鉄株式会社
  - 不動産事業部
  - 管財部 - 立体駐車場「長電長野パーキング」「長電権堂パーキング」などを経営するほか、自社物件の賃貸を行う
- 長電建設株式会社
- 株式会社エアフォルク - 松本市を中心に展開するアパマンショップのフランチャイジー

### 観光
- 長野電鉄株式会社
  - 旅行部 - 旅行代理店「長電観光ナイスツアー」（旧 長電観光株式会社）
- 株式会社長電ホテルズ - 「上林ホテル仙壽閣」「野沢グランドホテル」を経営
- 株式会社小布施ハイウェイオアシス - 小布施町の第三セクター
- 株式会社地獄谷野猿公苑

## 撤退した事業
- 湯田中遊園地 - 1923年（大正12年）7月15日、河東鉄道により開業。1941年（昭和16年）1月30日、廃業
- 万座線（万座有料道路） - 1960年（昭和35年）9月1日、長野電鉄により開通。1979年（昭和54年）4月1日、長野県・群馬県へ譲渡（現 群馬県道・長野県道112号大前須坂線）
- ながでんボウル須坂（ボウリング場） - 1972年（昭和47年）7月18日、長電産業により開業。1975年（昭和50年）11月、廃業
- 奥志賀高原
  - 奥志賀高原スキー場 - 1969年（昭和44年）12月21日、長野電鉄により開業。2007年（平成19年）7月、ユニファイド・パートナーズ株式会社の子会社へ譲渡
  - 奥志賀高原ホテル - 1969年（昭和44年）12月21日、長野電鉄により開業。2007年（平成19年）7月、ユニファイド・パートナーズ株式会社の子会社へ譲渡
  - 奥志賀高原ゴルフ場 - 1976年（昭和51年）6月1日、長野電鉄により開業。2007年（平成19年）7月、ユニファイド・パートナーズ株式会社の子会社へ譲渡
  - 杉山スキー&スノースポーツスクール - 1966年（昭和41年）10月17日、株式会社長電スキーセンターとして設立。2008年（平成20年）、グループ離脱（スクールは現存）
- 志賀高原
  - 丸池スキー場 - 1952年（昭和27年）12月23日、長野電鉄により開業。2008年（平成20年）11月、志賀高原リゾート開発株式会社へ譲渡
  - 丸池観光ホテル - 1952年（昭和27年）12月23日、長野電鉄により開業。2010年（平成22年）5月31日、廃業
- 石の癒 長野駅前店（岩盤浴） - 2004年（平成16年）9月、石の癒株式会社のフランチャイジーとして長野電鉄関連事業部により開業。2011年（平成23年）9月30日、廃業